# Вулиця Михайла Максимовича (Черкаси)
Вулиця Миха́йла Максимо́вича — одна з вулиць у місті Черкаси. Знаходиться у мікрорайоні Дахнівка.

## Розташування
Вулиця простягається від вулиці 2-го Українського фронту на південний схід до вулиці Сержанта Волкова.

## Опис
Вулиця неширока та неасфальтована, забудована приватними будинками.

## Історія
Від самого початку вулиця називалась на честь радянського військового діяча Миколи Щорса. 22 лютого 2016 року в процесі декомунізації вулиця була перейменована на честь українського вченого-енциклопедиста Михайла Максимовича.